# Renner Antal
Renner Antal (Pestszenterzsébet, 1933. január 8. –) orvos.
Gimnáziumi tanulmányait a Kossuth Lajos Gimnáziumban végezte, 1952-ben érettségizett. Általános orvosi diplomát 1958-ban kapott a Budapesti Orvostudományi Egyetem Általános Orvosi Karán.
Az egyetem elvégzése után 9 hónapig az Országos Mentőszolgálatnál dolgozott, majd 1959 júliusában került az első éveit élő Országos Traumatológiai Intézetbe, ahol 2006-ig, nyugállományba vonulásáig dolgozott.
Első intézeti tanítómestereinek, osztályvezetőinek – dr. Ravasz János docens és dr. Manninger Jenő – irányításával pályája minden tanulási lehetőség – itthon és külföldön – igénybevételével gyorsan emelkedett. Hét év után már felvételes ügyeletvezető lett.

## Szakképesítései
- Általános sebészet (1963)
- Baleseti sebészet (1965)
- Plasztikai és égési sebészet (1980)
- Kéz- és mikrosebészet (1994)
- FESSH Európai Kézsebész Szakvizsga, Bonn (1999)

## Munkahelyi előmenetele
- Segédorvos (1950)
- Tudományos munkatárs (1963)
- Tudományos főmunkatárs (1970)
- Adjunktus (1972)
- Klinikai igazgató (1978)
- Főigazgató-helyettes (1984)
- Főigazgató (1989-2001)

## Egyetemi pályafutása
- Címzetes docens (Orvostovábbképző Intézet OTKI 1968)
- Címzetes egyetemi tanár (Orvostovábbképző Egyetem OTE 1979)
- Egyetemi tanár (Haynal Imre Egészségtudományi Egyetem HIETE Traumatológiai és Kézsebészeti Tanszék 1989-2000)
- Professor Emeritus (SOTE 2002)
- Arany Diploma (SOTE 2008)

## Akadémiai fokozatai
- Orvostudományok Kandidátusa (1976)
- Magyar Tudományos Akadémia Doktora (1988)

## Publikációs tevékenysége

### Könyvek
- - A kéz piogén fertőzései, Medicina Kiadó, 1984, 2. kiadás 1999
  - A kézsérülések ellátása képekben, Medicina Kiadó, 1986, LAM Kiadó 1992
  - Traumatológia (szerkesztő), Medicina Kiadó 2000, 2. kiadás 2003, 3. kiadás 2010

Könyvfejezetek: 14 könyvben, 20 fejezet
Tudományos közlemények száma: 278, idegen nyelvű: 114.
Tudományos előadások száma: 362, idegen nyelven: 179.

## Tagsága orvostársaságokban
- 6 magyar orvostársaság tagja
- 7 külföldi orvostársaság tagja, levelező tagja

### Tiszteletbeli tagság
- Magyar Kézsebész Társaság tiszteletbeli örökös elnöke
- 9 külföldi orvostársaság tiszteletbeli tagja

Dr. Renner Antal a magas szintű orvosi – traumatológiai és kézsebészeti – gyógyító tevékenysége mellett 1962-től rendszeres oktatója volt az Országos Intézet és az Orvostovábbképző Egyetem Traumatológiai és Kézsebészeti Tanszéke által szervezett tanfolyamoknak.
Már fiatal orvos korától segédkezett a Magyar Traumatológus Társaság, a Magyar Kézsebész Társaság tudományos üléseinek, kongresszusainak a szervezésében a MOTESZ közreműködésével.
Később mint az említett társaságok tisztségviselője (főtitkár, elnök) hazai és nemzetközi kongresszusok, továbbképző tanfolyamok sorát szervezte közösen a MOTESZ munkatársaival. E rendezvények közül is kiemelkedett az I. Közép-európai Balesetsebészeti Kongresszus szervezése Budapesten 1994-ben, 16 országból közel 1000 résztvevővel.
Évtizedek óta alkotó híve volt az önálló társ- és rokonszakmák (a traumatológia és kézsebészet mellett az ortopédia, a gyermektraumatológia, az idegsebészet, a plasztikai és égési sebészet, a maxillo-facialis sebészet) interdiszciplináris együttműködésének mind az oktatásban, mind a tudományos tevékenységekben, s e célok elérésében mindenkor társ volt a MOTESZ.
A XX. század utolsó évtizedében Kassán az orvosegyetemen, Erdély és Székelyföld több városában, a marosvásárhelyi egyetemen is felkérték szakmai tanfolyamok, egyetemi oktató előadások, betegkonzíliumok tartására.
Tudományos-szervező munkáját a Magyar Tudományos Akadémia több bizottsága mind a mai napig igényli.
Szakmai munkásságának kiemelkedő fontosságú területei a kézfejlődési rendellenességek kezelése, a fogásképesség kialakítása már az iskoláskor előtt, az ízületi protézisek alkalmazása kézsérülések után, a hüvelykujjpótlás különböző lehetőségei, a kéz fogásképességének helyreállítása betegségek és sérülések után.